# Databáze her
Databáze her (nebo též Databáze-her.cz) je česká komerční webová stránka a databáze videoher. Podle autorů je to „nejnavštěvovanější česko-slovenská databáze videoher“. Projekt byl spuštěn 9. června 2008 Markem Zemanem, který začal na vývoji webu pracovat v lednu 2007. Vývoj pokračoval až do května 2008, kdy začalo uzavřené testování. V září 2010 se k Zemanovi připojil David Světlík a společně vytvořili novou verzi webu, jež byla zveřejněna v prosinci 2011.
Stránka je financována reklamami a od roku 2012 také patrony, kteří mají možnost si reklamy vypnout. Na počátku svého spuštění bylo v databázi obsaženo pouze 118 her, od té doby se její obsah znásobil a v únoru 2025 na ní bylo obsaženo přes 26 000 her, necelých 12 000 vývojářů a 80 platforem. Většina profilů obsahuje kromě základních údajů i další informace, jako je například historie společností nebo princip fungování videoher. Obsah je tvořen registrovanými uživateli, část z něj, jako jsou profily videoher a vývojářů, však musí být nejprve schválena správci databáze. Uživatelé dále mohou hry hodnotit a komentovat či mezi sebou diskutovat.
Databáze her pořádá společně s mediálními partnery také akci Herní výzva, jejíž desátý ročník se koná v roce 2025. V rámci výzvy je za napsané komentáře na databázi darována finanční částka organizaci Člověk v tísni. Uživatelé této databáze vytvořili v roce 2009 videohru s názvem Pivo's Grand Adventures, kteří si tak dělali srandu z jiného uživatele Pivo; později vznikl i díl druhý.